# Molln
Molln är en köpingskommun (tyska Marktgemeinde) i distriktet Kirchdorf i det österrikiska förbundslandet Oberösterreich. 

## Geografi

### Kommunen Molln
Kommunen har 3 640 invånare (2024).
Den består av tre orter (Ortschaften) (inom parentes invånarantal 1 januari 2024):
- Breitenau (474)
- Molln (2 466)
- Ramsau (700)

### Orten Molln
Orten Molln ligger på 442 meters höjd i dalgången av floden Steyr. I Molln finns sedan 21 april 2001 ett nationalparkcentrum för nationalparken Kalkalpen.

## Historia
De första samhällena fanns här redan under yngre stenåldern. Till exempel hittades en genomborrad stenyxa som är cirka 4 000 år gammal. Senare fanns inte långt från orten en romersk väg. Näringslivet kännetecknades då huvudsakligen av jordbruk. År 1704 gjorde ortens invånare uppror mot landets herrar som krävde flera tusen trädstammar för landets försvarsanläggningar. Revolten slogs ner blodigt.
Det antas att gruvdrift existerade redan under 1200-talet men en urkund finns först för 1570-talet. Gruvorna var fram till 1790-talet i drift.
Under första världskriget uppkom strider mellan områdets skogsbruksförvaltning och olagliga jägare. 

## Sevärdheter
- Regionalmuseum (Museum im Dorf)
- Nationalparkcentrum
- Smide som framställer munharpor
- Mollns kyrka
- Pilgrimsfärdskyrka Frauenstein

## Vänorter
- Buseck
- Tát